# Instituto de Economía, Geografía y Demografía
El Instituto de Economía, Geografía y Demografía es un centro de investigación sobre temas de Ciencias Sociales, fundado en 2007, dependiente del Consejo Superior de Investigaciones Científicas (CSIC) de España,  y sucesor del Instituto de Economía y Geografía (IEG), dentro del Centro de Ciencias Humanas y Sociales (CCHS) del CSIC. Su sede central radica en Madrid y posee tres grandes secciones, tal como indica su nombre.

## Estructura
Está estructurado en departamentos y laboratorios:
- Departamento de Geografía: Creado por fusión del Instituto Juan Sebastián Elcano de Madrid y el Instituto de Geografía Aplicada de la Universidad de Zaragoza, ambos adscritos al CSIC. Está dirigido por Juan Antonio Cebrián de Miguel y cuenta con 12 investigadores.[1][2]

- Departamento de Economía: Creado en 1997, cuenta con 17 investigadores y está dirigido por María Rosario de Andrés Gómez de Barreda .

- Departamento de Demografía: Creado en 1988 como Instituto de Demografía, en el seno del Consejo Superior de Investigaciones Científicas, en 1996 se integra en el Instituto de Economía y Geografía Aplicada (IEGA), que luego sería llamado Instituto de Economía y Geografía (IEG). Está dirigido por Diego Ramiro Fariñas y cuenta con 7 investigadores más becarios y colaboradores.

- Unidad asociada de Métodos estadísticos, creada en 1998, entre la Universidad Politécnica de Madrid (UPM) y el Consejo Superior de Investigaciones Científicas, y prorrogada en 2001. Dirigida por Lucinio Júdez Asensio (UPM) y Mª Rosario de Andrés Gómez de Barreda (IEG-CSIC).

- Unidad asociada de Desarrollo sostenible, creada en 2003, entre el Instituto de Economía y Geografía del CSIC y el Instituto de Desarrollo Regional (IDR) de la Fundación Universitaria (Sevilla). Dirigida por Francisco Alburquerque Llorens (IEG-CSIC) y Carlos Román del Río (IDR).

- Unidad de Sistemas de Información Geográfica. A ella pertenece el Laboratorio de Cartografía, GIS y teledetección

- Laboratorio de Estadística.

## Científicos del Instituto
- Julio Pérez Díaz